# Ritten Sport 2012-2013
Questa pagina contiene i dati relativi alla stagione hockeystica 2012-2013 della società di hockey su ghiaccio Ritten Sport.

## Roster 2012/13

### Portieri
- 30  Roland Fink
- 30  Martino Valle Da Rin
- 36  Josef Niederstätter
- 49  Justin Pogge

### Difensori
- 03  Kevin Mitchell
- 06  Klaus Ploner
- 09  Markus Hafner
- 10  Ivan Tauferer
- 12  Andreas Alber
- 20  Ruben Rampazzo
- 37  Fabian Hackhofer
- 44  Thomas Kemp
- 51  Andy Delmore
- 67  Ingemar Gruber

### Attaccanti
- 02  Matteo Rasom
- 04  Dominic Perna
- 07  Moritz Oberrauch
- 07  Mirko Quinz
- 08  Matthias Fauster
- 10  Rence Coassin
- 11  Raphael Andergassen
- 11  Julian Kostner
- 14  Ryan Ramsay
- 17  Alexander Eisath
- 19  Daniel Tudin
- 21  Alex Frei
- 22  Greg Jacina
- 25  Chris Durno
- 55  Lorenz Daccordo
- 79  Emanuel Scelfo
- 94  Thomas Spinell

### Allenatore
- Robert Wilson